# Francesc de Sales Aguiló Forteza
Francesc de Sales Aguiló Forteza (Palma 1899 - Bogotà 1956) fou un polític, científic i escriptor mallorquí. Es llicencià en ciències a la Universitat de Barcelona el 1921, on coincidí amb el seu amic Andreu Crespí Salom, amb qui el 1922 fundà a Palma el Col·legi Cervantes, del que en fou director. Ocupà càrrecs directius a l'Associació per la Cultura de Mallorca, a partir de 1924 i fins al 1936, quan en fou el darrer secretari. Fou un activista i organitzador cultural, habitual conferenciant i professor ajudant d'història natural a l'Institut de Palma. El 1928 col·laborà a La Nostra Terra i el 1930 ingressà en el Partit Republicà Federal amb Emili Darder, Bernat Jofre, Andreu Crespí i Pere Oliver Domenge, i amb ell es presentà com a candidat per Palma a les eleccions del 12 d'abril de 1931, però no sortí elegit. Les eleccions es repetiren un cop proclamada la Segona República i fou elegit regidor.
Realitzà una gran activitat cultural i política durant la República, destacant els seus cursets de català. Va esser membre fundador d'Acció Republicana de Mallorca el 1932 i d'Esquerra Republicana Balear el 1934. Fou un dels redactors de l'Avantprojecte d'Estatut d'Autonomia de les Illes Balears de 1931. Quan esclatà la Revolució d'octubre de 1934, va esser destituït del seu càrrec a l'Ajuntament de Palma, però se'l rehabilità el 1935. Signà el Manifest del Comitè de relacions entre Catalunya i Mallorca i formà part de la Comissió Organitzadora de la Comunitat de Cultura Catalano-Balear. També signà la Resposta als catalans el maig de 1936.
La guerra civil el va sorprendre a Barcelona, de camí a Mdrid on havia de participar a unes oposicions. El juliol de 1937 fou elegit president del Consell Executiu d'ERB a Catalunya. Dirigí Mallorca Nova, on publicà el manifest Per Mallorca i per la Llibertat, arran de l'assassinat d'Emili Darder. El febrer de 1939 marxà a l'exili i fou internat al camp de concentració d'Argelers. Pogués sortir de França, amb el vaixell Delassalle, i passar a la República Dominicana. El 1940 s'establí a Colòmbia on muntà una llibreria (Île de France) i es dedicà a l'ensenyament, primer a Chiquinquirà i després a Bogotà. Publicà diferents articles a la revista Quaderns de l'Exili de Mèxic, com Mallorca, nova fidelitat (1944), on demanà el reconeixement de la possibilitat legal de federació entre Catalunya, País Valencià i Illes Balears, quan ho expressassin democràticament les majories dels pobles respectius, i va ser fundador i secretari general del Patronat de Cultura Catalana. El 1945 fou secretari de la comissió organitzadora dels Jocs Florals de Llengua Catalana a Bogotà.